# Alue Buya (Baktiya)
Alue Buya is een bestuurslaag in het regentschap Aceh Utara van de provincie Atjeh, Indonesië. Alue Buya telt 640 inwoners (volkstelling 2010).